# Yacht classic
Yacht classic (Eigenschreibweise: YACHT classic) ist eine Wassersport-Zeitschrift. Sie erscheint seit 2006 zweimal jährlich im Bielefelder Delius Klasing Verlag und befasst sich mit klassischen Yachten und der Yachtsportgeschichte aus der Zeit des traditionellen Bootsbaus.
Themen der Zeitschrift sind neben solchen Yachten und yachtsportgeschichtlichen Themen auch Porträts von früheren und zeitgenössischen Bootsbauern, Konstrukteuren und Eignern. Daneben wird auch das aktuelle Geschehen der Szene abgebildet in Form von Meldungen und Reportagen über Klassiker-Veranstaltungen und Restaurierungen. In der Rubrik „Neue Alte“ werden regelmäßig Bootsklassen vorgestellt, die einst traditionell gebaut wurden und in moderner Bauweise heute noch entstehen. In der Rubrik „Werkstatt“ gibt es zudem in jeder Ausgabe eine Anleitung, wie Reparaturen an klassischen Booten und Yachten in Eigenarbeit durchgeführt werden können. Ein Netzwerk an freien Mitarbeitern gewährleistet die Berichterstattung über das Geschehen der Klassiker-Szene am Mittelmeer, in Großbritannien und den USA.
Das Magazin hat eine Druckauflage von 39.950 Exemplaren und eine Reichweite von 100.375 Lesern. Der Redaktionsstandort befindet sich in Hamburg. Chefredakteur ist Lasse Johannsen.
2009 erschien die zweite Ausgabe dieses Jahres nicht, 2010 erschien keine Ausgabe des Magazins. Die Reihe wurde also drei Ausgaben lang unterbrochen. Seit 2011 erscheint Yacht classic wieder regelmäßig zweimal jährlich.